# Las Żaliński
Las Żaliński este o arie protejată (sit de importanță comunitară — SCI) din Polonia întinsă pe o suprafață de 784,08 ha, integral pe uscat.

## Localizare
Centrul sitului Las Żaliński este situat la coordonatele 51°11′00″N 23°40′03″E / 51.1832°N 23.6674°E.

## Înființare
Situl Las Żaliński a fost declarat sit de importanță comunitară în octombrie 2009 pentru a proteja 9 specii de animale.

## Biodiversitate
Situată în ecoregiunea continentală, aria protejată conține 4 habitate naturale: Pajiști cu Molinia pe soluri calcaroase, turboase sau argilos-nămoloase (Molinion caeruleae), Fânețe de joasă altitudine (Alopecurus pratensis, Sanguisorba officinalis), Mlaștini calcaroase cu Cladium mariscus și specii de Caricion davallianae, Păduri de stejar și carpen Galio-Carpinetum.
La baza desemnării sitului se află mai multe specii protejate:
- amfibieni (1): buhai de baltă cu burta roșie (Bombina bombina)
- mamifere (2): castor (Castor fiber), vidră de râu (Lutra lutra)
- nevertebrate (5): fluturele auriu (Euphydryas aurinia), fluturele flitirar (Euphydryas maturna), fluturele purpuriu (Lycaena dispar), Phengaris nausithous, Phengaris teleius
- reptile (1): țestoasa de baltă (Emys orbicularis)